# Eugène Borrel
Ne doit pas être confondu avec Eugène Borel.
Pour les articles homonymes, voir Borrel.
Eugène Borrel est un violoniste et musicologue français né le 22 août 1876 à Libourne et mort le 19 février 1962 à Clichy-la-Garenne.

## Biographie
Eugène-Marie-Valentin Borrel naît le 22 août 1876 à Libourne,.
Il étudie à compter de 1888 au Conservatoire de Paris, où il est élève de Jules Garcin, avant de suivre ses parents en Turquie, en 1890. De retour en France vers 1900, il étudie alors à l'école Niedermeyer auprès de Gustave Lefèvre et à la Schola Cantorum de Paris auprès de Vincent d'Indy,.
En 1909, Eugène Borrel fonde avec Félix Raugel la Société Haendel, qui fait entendre jusqu'en 1914 plus de 150 œuvres de musique ancienne,.
Comme musicologue, ses recherches portent notamment sur les maîtres français des XVIIe et XVIIIe siècles. Il rédige de nombreux articles dans des revues musicales françaises et étrangères et réédite plusieurs sonates et concertos anciens pour violon,,.
Eugène Borrel enseigne le violon à la Schola Cantorum entre 1911 et 1934, fonde la Confrérie Liturgique en 1912, est organiste à l'église Saint-François-Xavier de Paris en 1920, professeur d'histoire de la musique à l'École César-Franck entre 1935 et 1953 et secrétaire de la Société française de musicologie entre 1935 et 1948.
Il meurt à Clichy-la-Garenne le 19 février 1962,,. Il était chevalier de la Légion d'honneur.

## Publications
Parmi les écrits d'Eugène Borrel, figurent notamment :
- La réalisation de la basse chiffrée, Paris, 1920 ;
- L'Interprétation de la musique française de Lully à la Révolution, Paris, 1934 ;
- Jean-Baptiste Lully, Paris, 1949 ;
- La Sonate, Paris, 1951 ;
- La Symphonie, Paris, 1954.